# Nistor Cabac
Nistor Kabak (rum. Nistor Cabac, ros. Нистор Петрович Кабак, Nistor Pietrowicz Kabak, ukr. Ністор Петрович Кабак, Nistor Petrowycz Kabak, ur. 24 listopada?/6 grudnia 1822 w Starej Kulnie, zm. w 1937 lub 10 lipca 1941 w Tyraspolu) – mołdawski i radziecki poeta, przedstawiciel realizmu socjalistycznego.

## Życiorys
Urodził się na terenie ówczesnego ujezdu bałckiego w guberni podolskiej. Ukończył Szkołę Pedagogiczną w Bałcie oraz Instytut Pedagogiczny w Tyraspolu. Debiutował tomem wierszy Prima brazdă (Pierwsza bruzda, 1932). Publikował w czasopismach „Komsomolistul Moldovei”, „Skynteya Leniniste”, „Octombrie”. Padł ofiarą komunistycznych represji w okresie wielkiego terroru. Ofiara egzekucji w 1937 lub zmarł 10 lipca 1941. Pośmiertnie zrehabilitowany.

## Twórczość
Autor zbiorów wierszy. W 1935 napisał w Kijowie jedno ze swoich najważniejszych dzieł – wiersz Inimi rebele (Buntownicze serca). Tłumaczył na język mołdawski wiersz Testament i wstęp do ballady Urzeczona Tarasa Szewczenki. Część utworów Kabaka przetłumaczono na język ukraiński.
- Prima brazdă (Tiraspol 1932)
- Poezii alese (Chișinău 1957, wiersze wybrane)
- Poezii (Chișinău 1971)
- Poezii (București 1991, w antologii Poeci besarabscy, red. Ion Pillat)[4]